# إليان ميتسانسكي
إليان ميتسانسكي (بالبلغارية: Илиян Мицански)‏ (20 ديسمبر 1985 بساندانسكي في بلغاريا - ) هو لاعب كرة قدم بلغاري في مركز الهجوم. شارك مع منتخب بلغاريا لكرة القدم. أما مع النوادي، فقد لعب مع إف إس في فرانكفورت وإنغولشتات 04 وزاغويمبيه لوبين وسوون سامسونغ بلووينغز وكورونا كييلتسى ولخ بوزنان ونادي كارلسروه ونادي كايزرسلاوترن وPFC Pirin Blagoevgrad ‏ وبيرين بلاغويفغراد وAmica Wronki ‏ وOdra Wodzisław Śląski ‏.

## روابط خارجية
- إليان ميتسانسكي على موقع الاتحاد الأوربي (الإنجليزية)
- إليان ميتسانسكي على موقع دوري كوريا الجنوبية (الإنجليزية)
- إليان ميتسانسكي على موقع قاعدة بيانات كرة القدم.إي يو (الإنجليزية)
- إليان ميتسانسكي على موقع بيانات كرة القدم. دي إي (الألمانية)
- إليان ميتسانسكي على موقع ناشيونال فوتبول تيمز (الإنجليزية)
- إليان ميتسانسكي على موقع Soccerway.com (الإنجليزية)
- إليان ميتسانسكي على موقع عالم كرة القدم.نت (الإنجليزية)